# Seria Darkover

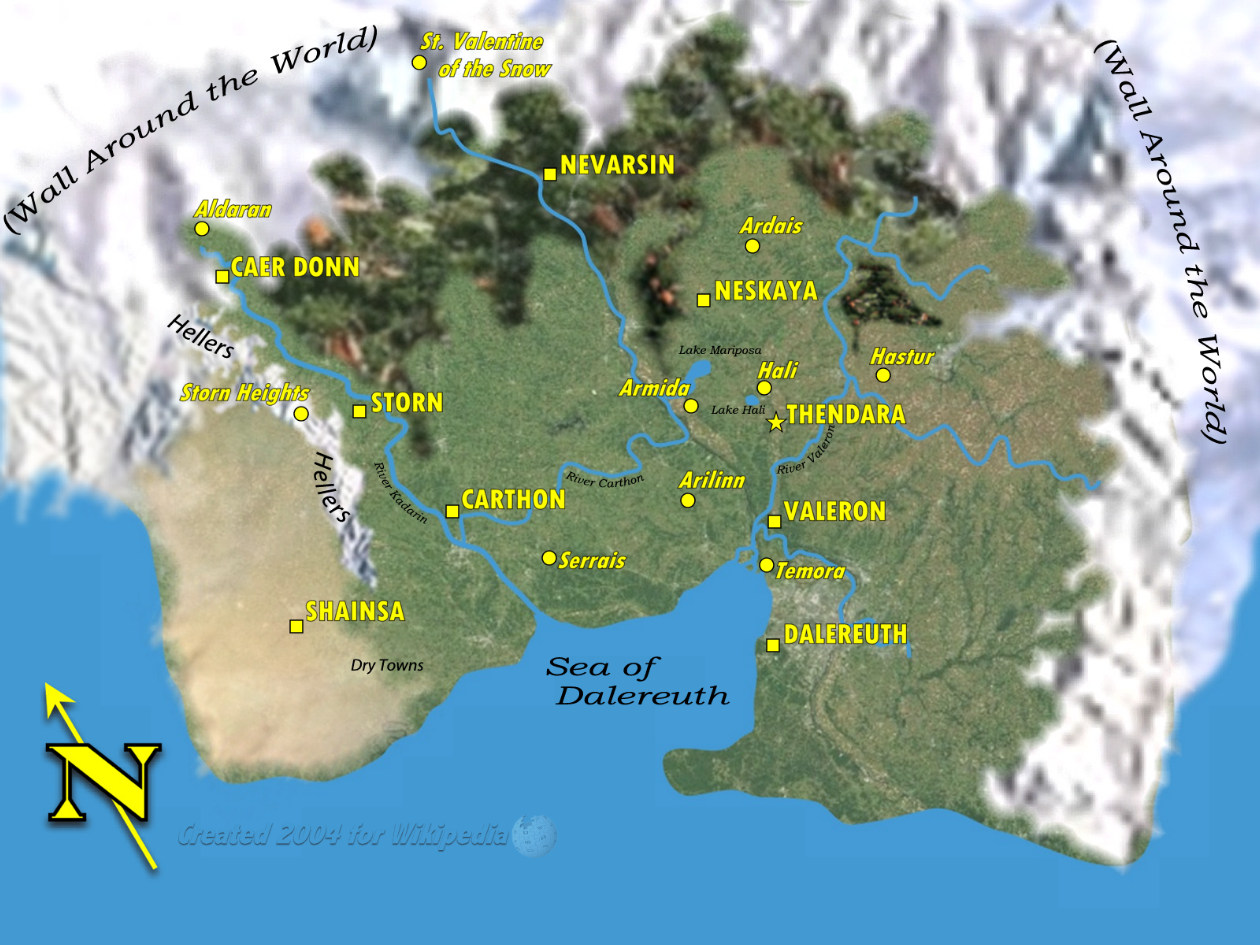
O hartă a zonei locuibile din Darkover care arată așezările majore și formele de relief

Seria Darkover este o cronologie science-fiction de fantezie formată din mai multe romane și povestiri situate în lumea fictivă a planetei Darkover, așa cum a fost creată de scriitoarea Marion Zimmer Bradley. Ocazional, Bradley a colaborat cu alți autori și, de asemenea, a editat și publicat povestiri Darkover ale altor autori într-o serie de antologii. După moartea lui Bradley, seria a fost continuată, în mare parte de Deborah J. Ross cu permisiunea Trustului de lucrări literare Marion Zimmer Bradley (Marion Zimmer Bradley Literary Works Trust).
Comentând semnificația seriei Darkover, autorul de science fiction Baird Searles a spus că volumele seriei erau „destinate să fie Fundația anilor 1970”.
Seria Darkover a fost influențată de operele lui J. R. R. Tolkien, H. Rider Haggard, Sax Rohmer și Robert W. Chambers. Se compune din mai multe cicluri și sub-cicluri depline, precum și din romane individuale. Cu toate acestea, există contradicții în ceea ce privește cronologia evenimentelor din ea. Autoarea însăși a recomandat citirea cărților în ordinea în care au fost scrise, mai degrabă decât ordinea cronologică „Darkovană”, deoarece stilul ei de scriere s-a schimbat semnificativ în timpul creării ciclului. După moartea lui Bradley, seria a fost continuată de Deborah Jane Ross.
În universul fictiv Darkover, care este considerat cea mai extinsă operă a scriitoarei Bradley și opera vieții sale, telepatia și alte fenomene așa-numite parapsihologice au o importanță centrală. Prima lucrare care are loc pe Darkover este The Planet Savers care a apărut în foileton în Amazing Stories în noiembrie 1958. Cronologic nu este prima povestire, evenimentele din romanul The Planet Savers au loc cu mai mult de 152 de ani înainte de cele din romanul Rediscovery care a apărut abia în 1993.

## Lista cărților
Aceasta este o listă a cărților în ordinea cronologiei de pe Darkover, nu în ordinea apariției. Niciun volum nu a fost tradus (încă) în limba română.
- Sub-ciclul Fundației
  - Darkover Landfall (Aterizare forțată, DAW Books, 1972)

- Sub-ciclul Era haosului
  - Stormqueen! (Regina furtunii, DAW Books, 1978)
  - Thunderlord! (DAW Books, 2016, co-autor Deborah J. Ross)

- Sub-ciclul O sută de regate
  - Hawkmistress! (1982)
  -  Two To Conquer  („Doi cuceritori”, 1980)
  - The Fall of Neskaya („Căderea lui Neskaya”, 2001, co-autor Deborah J. Ross) - trilogia Clingfire
  - Zandru's Forge („Forja lui Zandra”, 2003, co-autor Deborah J. Ross) - trilogia Clingfire
  - A Flame in Hali  (2004, co-autor Deborah J. Ross) - trilogia Clingfire
  - The Heirs of Hammerfell  (Moștenitorii Hammerfell, 1989)

- Sub-ciclul Against the Terrans: The First Age (Împotriva pământenilor: prima epocă)
  - Rediscovery („Redescoperire”, 1993, cu Mercedes Lackey)
  - The Spell Sword  (Sabia vrăjilor, 1974)
  - The Forbidden Tower  (Turnul interzis (1977)
  - The Shattered Chain („Lanțul rupt” (1976)
  - Thendara House  (1983, cu Jacqueline Lichtenberg)
  - City of Sorcery  („Orașul vrăjitoriei” (1984)
  - Star of Danger  („Steaua Pericolului” (1965)
  - The Winds of Darkover (Vânturile de pe Darkover, 1970)

- Sub-ciclul Against the Terrans: The Second Age (împotriva pământenilor: a doua epocă)
  - The Bloody Sun  (1964)
  - The Heritage of Hastur   (1975)
  - The Planet Savers (Ace Books, Ace Double. 1962)[6]
  - The Sword of Aldones (1962), rescris și redenumit  Sharra's Exile (1981)
  - The World Wreckers (1971)
  - Hastur Lord (2010, co-autor Deborah J. Ross)
  - Exile's Song („Cântecul exilului”, 1996, cu Adriana Martin-Barnes)
  - The Shadow Matrix (Matricea umbrelor, 1997, cu Adriana Martin-Barnes)
  - Traitor's Sun  („Soarele trădătorului”, 1999, cu Adriana Martin-Barnes)

- Sub-ciclul Modern Darkover 
  - The Alton Gift („Darul lui Alton”, 2007, co-autor Deborah J. Ross)
  - The Children of Kings (2013, co-autor Deborah J. Ross)

- Antologii[7][8]
  - The Keeper's Price and Other Stories (Prețul custodelui, 1980)
  - Sword of Chaos and Other Stories (Sabia haosului (1982)
  - Free Amazons of Darkover]]  (1985)
  - The Other Side of the Mirror (Cealaltă parte a oglinzii, 1987)
  - Red Sun of Darkover (Soarele roșu al Darkover, 1987)
  - Four Moons of Darkover (Patru luni ale Darkover”, 1987)
  - Domains of Darkover  (Domeniile de pe Darkover, 1990)
  - Renunciates of Darkover  (Negările lui Darkover, 1991)
  - Leroni of Darkover (1991)
  - Towers of Darkover (Turnurile din Darkover, 1993)
  - Marion Zimmer Bradley's Darkover (1993)
  - Snows of Darkover (Zăpezile din Darkover, 1994)
  - Music of Darkover (2013)
  - Stars of Darkover (2014)
  - Gifts of Darkover (2015)
  - Realms of Darkover  (2016)
  - Masques of Darkover (2017)
  - Crossroads of Darkover (2018)
  - Citadel of Darkover (2019)

## Vezi și
- 1958 în științifico-fantastic